# Thomas David Müller
Thomas David Müller (* 18. Mai 1953) ist ein Schweizer Komponist, Pianist und emeritierter Professor für Komposition und Analyse.

## Leben
Thomas David Müller absolvierte von 1974 bis 1978 das Kirchenmusikstudium an der ASK Luzern und zeitgleich das Klavierlehrdiplom am Konservatorium Luzern bei Bernhard Billeter. 1977/78 folgten Kompositionsstudien bei Hans Ulrich Lehmann in Zürich, anschließend bei Helmut Lachenmann an der MHS Hannover. Darüber hinaus besuchte er Kurse in elektroakustischer Musik bei Ladislav Kupkovič. Von 1981 bis 1983 folgten weitere Kompositionsstudien bei Klaus Huber in Freiburg im Breisgau wie auch der Musiktheorie und schließlich der Kompositionsabschluss an der Musikakademie Basel, u. a. bei Jacques Wildberger. 1988 bis 1997 beteiligte er sich zusammen mit Hans Niklas Kuhn und Peter Sonderegger an der Gründung der Konzeptgruppe «Schiefrund» in Basel. Von 1986 bis 2018 war Thomas David Müller Professor für Musiktheorie und Komposition an der Zürcher Hochschule der Künste ZHdK.

## Auszeichnungen
- 1993: Conrad-Ferdinand-Meyer-Preis 1993
- 1996 und 1997: Kompositionswerkjahre der Stadt Zürich
- Diverse Werk- und Förderbeiträge durch Aargauer Kuratorium, Stadt Zürich und Stadt Basel

## Werke (Auswahl)
Vollständiges Werkverzeichnis:
- Tractus quoqueversus (1977) für mechanische Orgel und 8 Assistenten
- Trauerarbeit (1978) für Ensemble
- Efeu I für Flöte (1980) und Efeu II für Klavier (1981)
- GEHEN. Werkgruppe mit diversen Besetzungen zur Erzählung Gehen von Thomas Bernhard (1989 bis 1998)
- Klaviertrio (1991/92)
- Secco (1994) für Saxophon, Klavier und Schlagzeug
- J’en ai perdu le souvenir (1997) für Flöte, Klarinette, Violine, Violoncello und Klavier
- Letzte Zeichen von Geschwindigkeit (1998) für Flöte, Oboe und Saxophon
- Erste Etappe in Richtung farbiger Eindrücke (1999/2004 mit Elektroakustik) für 3 Bassblockflöten
- Auslöschung / Schwelle (2003) in memoriam Andrej Tarkowskij, für Ensemble und Liveelektronik
- Ornament - Epitaph - Ornament (2007) in memoriam Jacques Wildberger für 2 Klaviere
- Verstellung (2009) für 2 Violinen
- Intermezzo (2017) für Streichquartett und Ensemble
- 6 Lieder nach verschiedenen Texten (2019/2021) für Sopran und Klavier

## Diskografie
- Diverse Werke auf CD Grammont Portrait Thomas Müller. CTS-M65, 2001.
- 31 vorwärts-/rückwärtsbewegungen (1991) für Klavier. DVD sustain & release von Claudia Rüegg und Manuel Heyer. Musikvideo bei ohraugohr.stv/asm021
- Secco (1994). CD Musique Suisse/ Grammont Portrait Marcus Weiss. MGB CTS-M86
- 3 Klavierstücke: Wiegenlied (1983), Gehen, 31 vorwärts-/rückwärtsbewegungen (1991), Rast (1998). CD Incontri. Pia Blum & Schiefrund. Fontastix 321943[3]